# Karim Essediri
Karim Essediri, né le 29 juillet 1979 à Meaux, est un footballeur tuniso-français actif de 1999 à 2012.
Il joue au poste de milieu droit avec l'équipe de Tunisie entre 2004 et 2006.

## Biographie

### En équipe nationale
Il joue pour la première fois avec l'équipe de Tunisie le 5 juin 2004 puis participe avec elle à la coupe des confédérations 2005 et à la coupe du monde 2006.
Essediri compte huit sélections en équipe nationale entre 2004 et 2006.

## Palmarès
Rosenborg BK
- Champion de Norvège (1) : 2006

 Lillestrøm SK
- Vainqueur de la Coupe de Norvège (1) : 2007